# طبعة أساسية

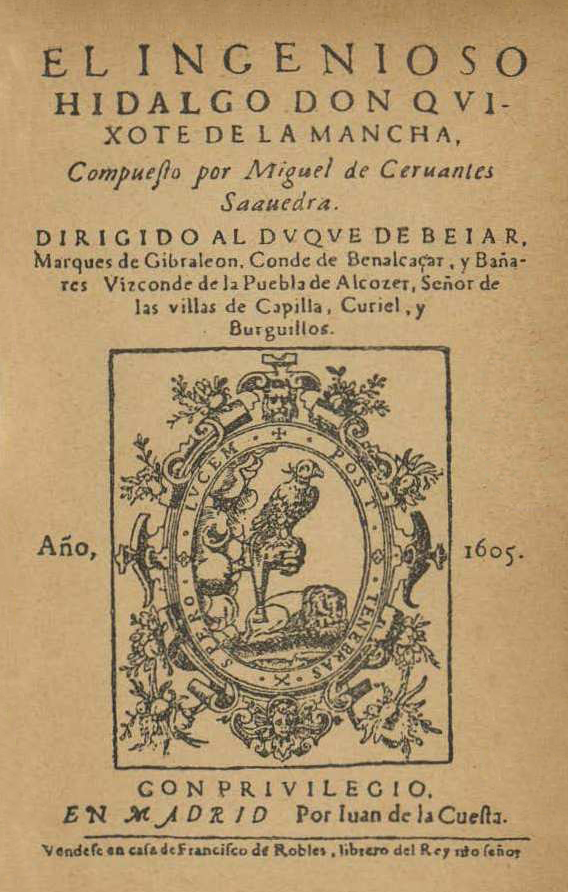

تشير الطبعة الأساسية أو الأولى (باللاتينية: Editio princeps) إلى أول طبعة لعمل مكتوب سابقاً في مخطوطات فقط وبالتالي كان ينسخ يدويا.
طبعت أول طبعة للكتاب المقدس في 1455 باللاتينية وتسمى بيبل غوتنبرغ.